# Gubayl
Gubayl o Jbeil (en àrab جبيل, Jubayl) és una ciutat de la governació del Mont Líban, al Líban. Correspon a l'antiga Biblos, Βύβλος). Altres noms antics, a més de Biblos, foren Gebal, Gubla, i en l'època de les croades, Gibelet. La ciutat, a uns 40 km al nord de Beirut, fou declarada Patrimoni de la Humanitat el 1984. Hi destaquen el castell croat, la muralla, museus de Biblos, l'església de Sant Joan, el barri vell i mercats.

## Història

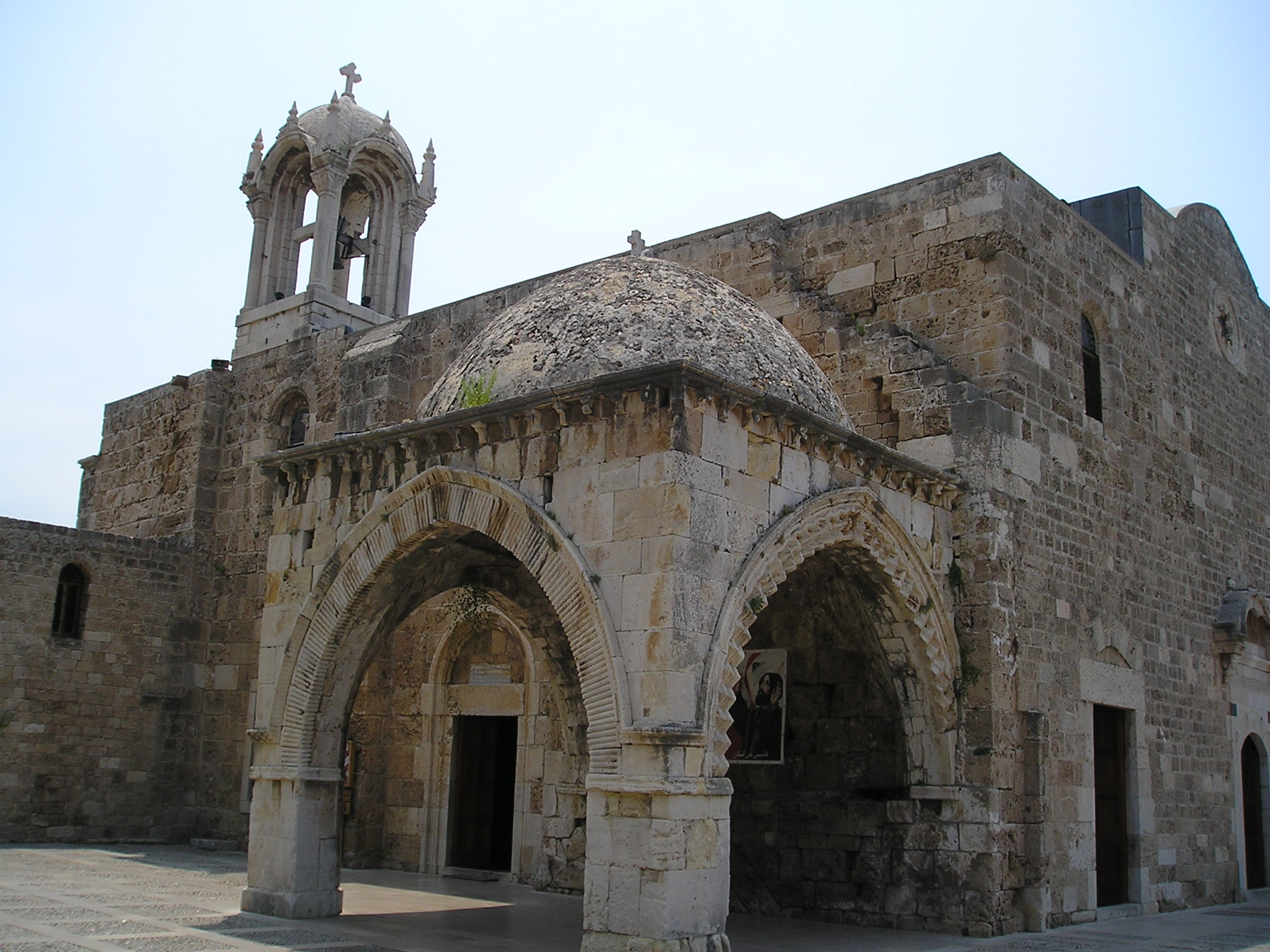
Església de Sant Joan

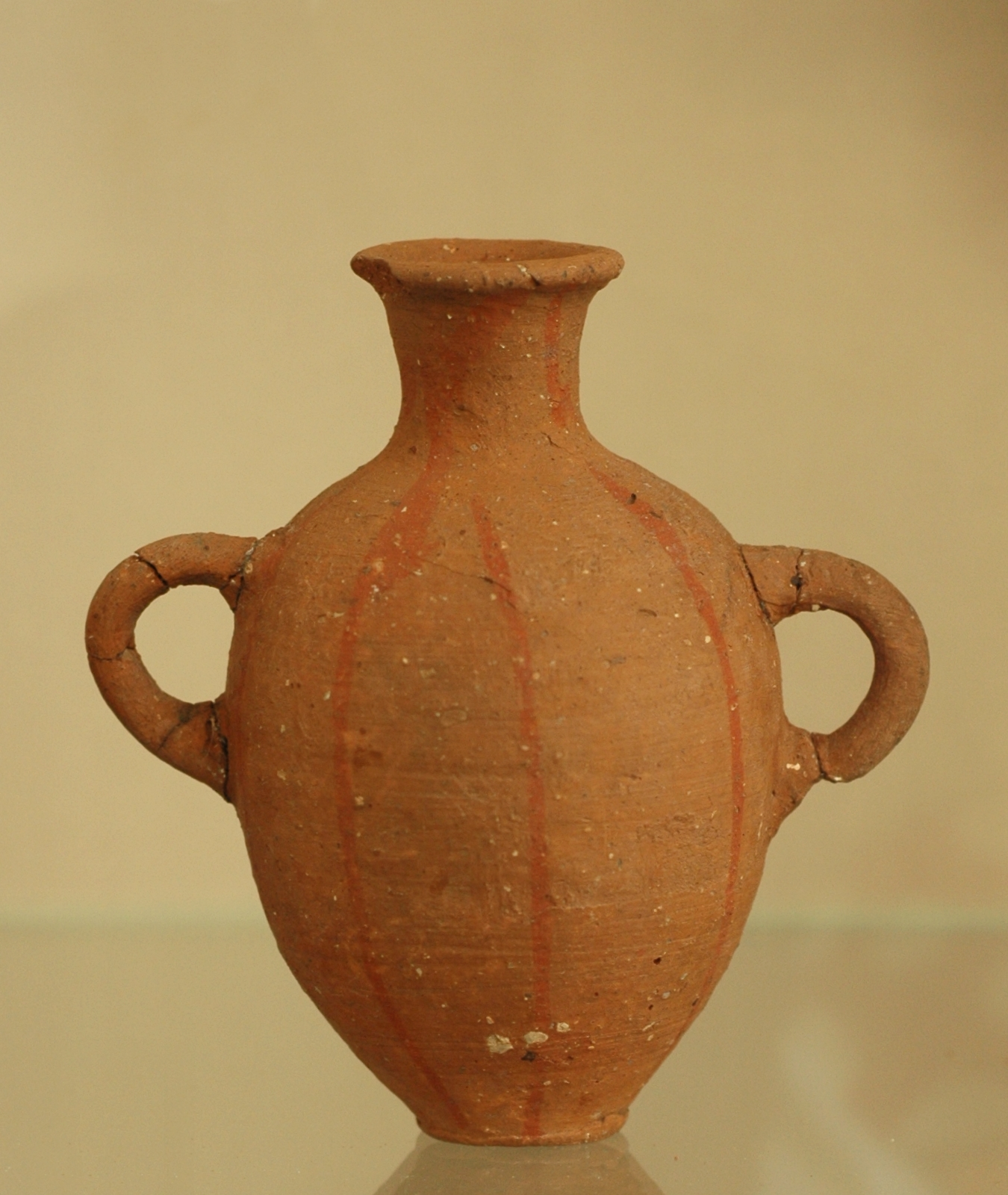
Terracotta de Biblos de vers 1500 aC

En època cristiana, fou seu d'un bisbat; estava en decadència quan fou conquerida pels àrabs (a la meitat del segle VII), que hi van instal·lar una colònia persa i formà part del djund de Damasc. Fins al segle xi, fou seu d'una guarnició. Sota els fatimites, al segle xi, depenia dels cadis xiïtes de Trípoli del Líban, els Banu Ammar. El 1047, foren descrites les seves muralles pel viatger Nasir-i Khusraw. Fou conquerida el 1103 pel comte Ramon de Sant Geli i va agafar el nom de Gibelet, com a capçalera d'una senyoria que fou concedida a una família genovesa, els Embriaco:
- Guillem I Embriaco vers 1109
- Hug I vers 1109-?
- Hug II ?-1135
- Guillem II 1135-1157
- Bertran Embriaco 1157-1163
- Hug III 1163-1187
- A Saladí 1187
- Guiu Embriaco 1197-1241
- Enric Emriaco 1241-1266

El 1187, fou conquerida per Saladí. Restes del castell encara es conserven. El 1197, fou cedida altre cop als francs i recuperada per Bàybars I el 1266/1267, que va restaurar-ne les muralles; fou unida al districte mameluc de Beirut. A finals del segle xv, va quedar en poder dels Banu Hamada, una família de mutawallis que dominava la zona. La van conservar sota els otomans (segles XVI a XVIII). El 1919, fou ocupada pels francesos i unida al mandat francès del mont Líban fins que, el 1943, el Líban va esdevenir independent. Llavors, era una vila amb uns 1.500 habitants.

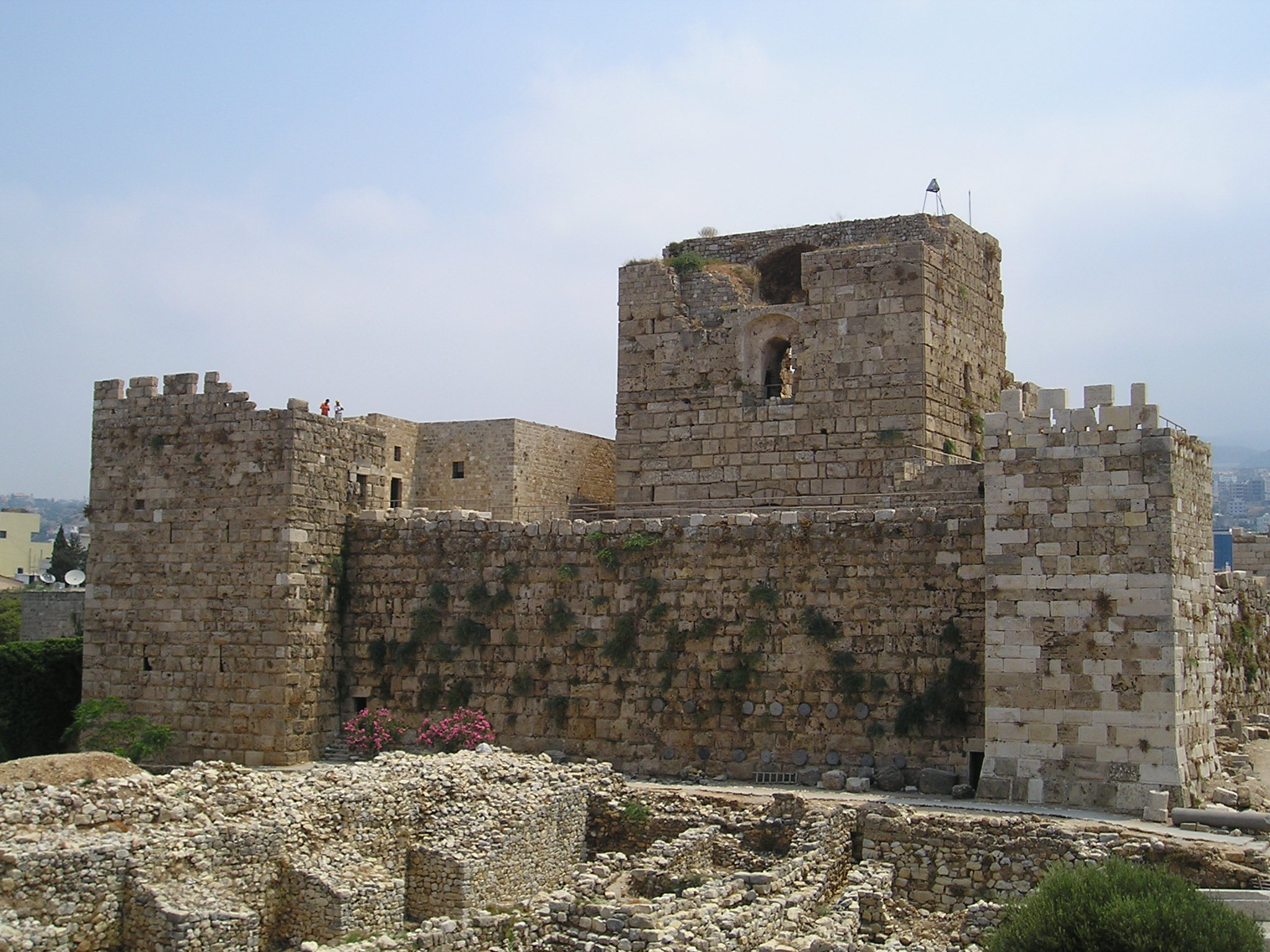
Castell

## Agermanaments
- Patres, Grècia
- Trípoli (Grècia)
- Esparta, Grècia
- La Valetta, Malta
- Cadis, Andalusia
- Izmir, Turquia
- Troia, Turquia
- Van, Turquia